# Saclay
Saclay település Franciaországban, Essonne megyében. Lakosainak száma 4380 fő (2022. január 1.). Saclay Jouy-en-Josas, Orsay, Toussus-le-Noble, Bièvres, Gif-sur-Yvette, Palaiseau, Saint-Aubin, Vauhallan és Villiers-le-Bâcle községekkel határos.

## Népesség
A település népessége az elmúlt években az alábbi módon változott:
| Lakosok száma | 443  | 3788 | 3905 | 4021 | 4029 | 4098 | 4256 | 4261 | 4323 | 4380 |
|               | 1793 | 2013 | 2015 | 2016 | 2017 | 2018 | 2019 | 2020 | 2021 | 2022 |

## Oktatás
- Párizs-Saclay Egyetem